# Cnemaspis timoriensis
Espèce
Synonymes
- Gymnodactylus timoriensis Duméril & Bibron, 1836

Cnemaspis timoriensis est une espèce de geckos de la famille des Gekkonidae.

## Répartition
Cette espèce est endémique de l'île de Timor (Indonésie et Timor oriental).

## Étymologie
Son nom d'espèce, composé de timor et du suffixe latin -ensis, « qui vit dans, qui habite », lui a été donné en référence au lieu de sa découverte.

## Publication originale
- Duméril & Bibron, 1836 : Erpetologie Générale ou Histoire Naturelle Complete des Reptiles. Librairie Encyclopédique Roret, Paris, vol. 3, p. 1-517 (texte intégral).